# Курганка (станция)
Курганка — грузовая сортировочная станция, находится в городе Курган Курганской области.
На станции останавливается электричка Курган-Шумиха. Поезда дальнего следования на станции не останавливаются, они следуют до центрального ж/д вокзала г. Курган.
На станции формируются перед отправкой грузовые составы, из-за чего отмечены случаи, когда в ближайших домах района Энергетиков возникают трещины. Как минимум один пятиэтажный дом по улице Краснодонской во избежание разрушения стянут полосами металлического бандажа.